# دینا طلعت
دینا طلعت (عربی: دينا طلعت سيد محمد؛ زادهٔ ۲۷ مارس ۱۹۶۵) هنرپیشه، و رقصنده اهل مصر است. مجلهٔ نیوزویک از او به عنوان «آخرین رقاص مصری» نام برده‌است.